# Mačkovec (Trebnje, Slovenija)
Mačkovec je naselje u slovenskoj Općini Trebnju. Mačkovec se nalazi u pokrajini Dolenjskoj i statističkoj regiji Jugoistočnoj Sloveniji. 

## Stanovništvo
Prema popisu stanovništva iz 2002. godine naselje je imalo 30 stanovnika.